# 730

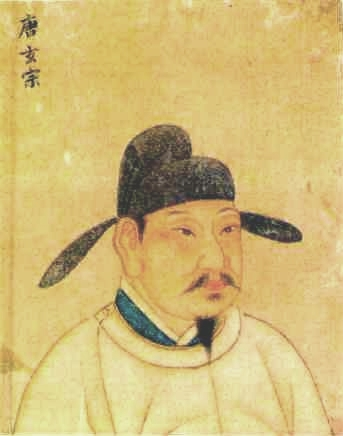
Keizer Xuan Zong (685-762)

Het jaar 730 is het 30e jaar in de 8e eeuw volgens de christelijke jaartelling.

## Gebeurtenissen

### Byzantijnse Rijk
- Keizer Leo III geeft bevel alle iconen te vernietigen in het Byzantijnse Rijk. Dit is het begin van het iconoclasme, vele monniken vluchten naar Griekenland en Italië. Paus Gregorius II verzet zich tegen het keizerlijke edict. Rome ontwikkelt zich tot onafhankelijke staat en Gregorius spendeert kerkelijke gelden voor het onderhoud van de stadsmuren. Door de iconencrisis treedt Germanus I als partriarch van Constantinopel af.

### Europa
- Hertog Eudes van Aquitanië voert met hulp van de Visigoten een strafexpeditie tegen de Arabieren in Septimanië (Zuid-Frankrijk). Hij wordt vernietigend verslagen en moet zich terugtrekken naar Toulouse.

### Azië
- Sino-Tibetaanse Vrede: Koning Tridé Tsungtsen van Tibet en de opstandige Türgesh sluiten een vredesverdrag met de Chinese keizer Xuan Zong van de Tang-dynastie.

## Religie
- Stichting van de Abdij van Aldeneik in het oosten van de Belgische provincie Limburg. (waarschijnlijke datum)

## Geboren
- Beatus van Liébana, monnik en theoloog (waarschijnlijke datum)

## Overleden
- Corbinianus, bisschop van Freising (waarschijnlijke datum)
- Lantfrid, hertog van Alemannië
- Peter, hertog van Cantabrië